# Francesco Buzzurro
Francesco Buzzurro (né le 7 octobre 1969  à Taormine, province de Messine, Sicile) est un auteur-compositeur-interprète et un guitariste italien.

## Biographie
Né  le 7 octobre 1969 à Taormine, Francesco Buzzurro commence à jouer à l'âge de six ans quand son père lui offre une guitare. Il obtient son diplôme de guitare au conservatoire Vincenzo Bellini de Palerme, puis il reçoit un master à l'International Arts Academy de Rome sous la direction de Stefano Palamidessi en collaboration avec David Russell, Alberto Ponce, Hopkinson Smith et John Duarte. Il est également diplômé en langues étrangères et commence à voyager pour donner des concerts dans plusieurs pays européens et américains.
Comme guitariste classique, il remporte trois concours nationaux, le Città di Alassio, le Benedetto Albanese de Caccamo et le Savona in Musica. Il poursuit l'étude de la musique classique, du folk et du jazz. Il joue en duo avec Toots Thielemans, Diane Schuur, Arturo Sandoval, Peter Erskine, Phil Woods, Bob Mintzer, Bill Russo, Vince Mendoza, Frank Foster, Bireli Lagrène et Roberto Gatto. Il était sideman de Lucio Dalla, Renzo Arbore, Antonella Ruggiero, Ornella Vanoni, Francesco Baccini, Luisa Corna, Grazia Di Michele, Tom Kirkpatrick, Jimmy Owens, Giulio Capiozzo, Massimo Moriconi, Gigi Cifarelli, Allen Hermann. Il est présent aux festivals internationaux de guitare de Fiuggi et de Syracuse.
La revue Musica Jazz le désigne comme l'« un des meilleurs guitaristes polyédriques italiens ».
En 2009, à la demande de l'ancien président Valéry Giscard d'Estaing, il participe, à Palerme, à la convention internationale sur l'énergie éolienne.
Depuis avril 2011, il est professeur de guitare et de jazz au conservatoire Vincenzo Bellini de Palerme.

### Cinéma, théâtre et télévision
Buzzurro écrit des musiques pour le théâtre, le cinéma et la télévision. En 2008, il participe à l'émission  Unomattina et en 2009-2010, il réalise la bande son pour la pièce Girgenti amore mio sous la direction de Pino Quartullo.

## Prix et récompenses
- 2008 : Prix Efebo D’Oro comme meilleure bande son pour le film Io ricordo, des frères Muccino
- 2009 : Prix Groove Master Award[6] sur Francesco Buzzurro
- 2009 : Récompense du Conseil régional de Sicile à Francesco Buzzurro et à Francesco Cafiso du prix Triquetra
- 2010 : Récompense du Président Giorgio Napolitano pour les musiques du film Io ricordo, pour « les sentiments qu'il a créés dans les cœurs des gens »[7].

## Discographie
Avec le Francesco Buzzurro Quartet
Francesco Buzzurro : guitare
Mauro Schiavone : piano et batterie
Riccardo Lo Bue : guitare basse
Sebastiano Alioto : batterie
- 1998 : Latinus (Teatro del Sole)
- 2006 : Naxos (Mare Nostrum)

Sous le nom de Francesco Buzzurro solo guitare
- 2002 : Freely (Teatro del Sole)
- 2009 : L'Esploratore (Lo Faro/Irma Records-Edel)